# Be Quick or Be Dead
Be Quick or Be Dead är en låt och en singel av det brittiska heavy metal bandet Iron Maiden släppt den 13 april 1992 som den första singeln från albumet Fear of the Dark. Låten är skriven av sångaren Bruce Dickinson och gitarristen Janick Gers. På omslaget syns maskoten Eddie som stryper Robert Maxwell, en finansman som under den tiden var inblandad i en finanskris och som sedan dog under mystiska förhållanden. Låten är precis som Holy Smoke, en politisk låt.
Låten handlar om korruptionen inom demokratin och hur folk försöker tjäna pengar på den. Hur man måste vara snabb i sina beslut när man arbetar med personer som bara gör avtal och tjänar pengar för sin egen skull. Själva titeln till låten är tagen från ett Bibelcitat och har inget att göra med låten. I den här låten har Bruce Dickinson en raspigare röst än vad han haft under tidigare album. Namnet har antagligen tagits från en fras ur bibeln.
På singeln finns son vanligt två B-sidor. Den första är en skämtsång som heter Nodding Donkey Bluese skriven av Iron Maiden. Det är en blandning av Heavy metal och blues. Låten handlar om en enormt tjock kvinna som finns på en bar någonstans. Hela låten förklarar hur tjock och ful hon är.
Den andra B-sidan är en cover på en låt av Montrose som fanns på deras självtitlade album från 1973.

## Låtlista
1. Be Quick or Be Dead (Dickinson, Smith)
2. Nodding Donkey Blues (Iron Maiden)
3. Space Station No. 5 (Montrose, Hagar)

## Medlemmar
- Steve Harris – Bas
- Dave Murray – Gitarr
- Bruce Dickinson – Sång
- Nicko McBrain – Trummor
- Janick Gers – Gitarr